# Ignazio Abrignani
Ignazio Abrignani (Marsala, 21 marzo 1958) è un politico italiano.

## Biografia
Nato a Marsala, in provincia di Trapani, si è laureato in Giurisprudenza nel 1980 presso l'Università degli Studi La Sapienza di Roma, dove tuttora vive ed esercita la professione di avvocato civilista.
Dal 1990 al 1994 ha collaborato con l'Istituto di diritto pubblico della facoltà di scienze politiche dell'Università degli Studi di Roma Tor Vergata.
È giornalista pubblicista dal 1998 ed è stato componente della I Sezione della Commissione Tributaria Provinciale di Roma.
Abrignani è stato considerato politicamente vicino alle idee degli ex ministri Giuseppe Pisanu e Claudio Scajola, di quest'ultimo è stato a capo della sua segreteria politica.
Alle elezioni politiche del 1996 viene candidato alla Camera dei deputati nel collegio uninominale Velletri, sostenuto dal Polo per le Libertà in quota Forza Italia, venendo sconfitto dal candidato del L'Ulivo Gino Settimi.
Alle elezioni politiche del 2001 viene ricandidato alla Camera, nella circoscrizione Lazio 1, nel collegio uninominale n° 15 (Roma-Ostiense) sostenuto dalla Casa delle Libertà (in quota Forza Italia), venendo anche in questo caso sconfitto dal candidato de L'Ulivo Riccardo Milana.

### Elezione a deputato
Non ricandidato alle elezioni politiche del 2006, alle elezioni politiche del 2008 è nuovamente candidato alla Camera dei Deputati, nella circoscrizione Marche, tra le liste del Popolo della Libertà (in ottava posizione), venendo eletto deputato della XVI Legislatura per via della rinuncia di Silvio Berlusconi e Gianfranco Fini che optarono per un'altra circoscrizione (rispettivamente Molise e Emilia-Romagna).
È stato Responsabile dell'Ufficio elettorale e organizzazione del PdL.

### Rielezione alla Camera
Alle elezioni politiche del 2013 viene ricandidato alla Camera, sempre nella circoscrizione Marche, tra le liste del Popolo della Libertà (in seconda posizione), venendo rieletto deputato della XVII Legislatura.
Il 16 novembre 2013, con la sospensione delle attività del Popolo della Libertà, aderisce a Forza Italia dove è confermato responsabile Organizzazione del partito.
Dal 24 marzo 2014 partecipa al Comitato di Presidenza di Forza Italia.
A fine luglio 2015 abbandona Forza Italia, aderendo ad Alleanza Liberalpopolare-Autonomie di Denis Verdini, che mira a raccogliere tutti quei parlamentari che vogliono abbandonare Forza Italia per entrare in maggioranza e sostenere il governo Renzi.
Per tale motivo il 23 settembre 2015 abbandona anche il gruppo parlamentare di Forza Italia alla Camera, per passare, assieme ad altri sette deputati ex FI che hanno aderito ad ALA (Massimo Parisi, Francesco Saverio Romano, Luca D'Alessandro, Giuseppe Galati, Giovanni Mottola, Monica Faenzi, Giorgio Lainati) al Gruppo misto; il giorno successivo costituisce con gli altri sei deputati di ALA la componente interna al gruppo misto "Alleanza Liberalpopolare Autonomie (ALA) - Movimento Associativo Italiani all'Estero (MAIE)", sancendo così l'ingresso nella maggioranza parlamentare a sostegno del governo Renzi.
Il 13 ottobre 2016, infine, assieme agli altri sette deputati di ALA, abbandona il gruppo misto per aderire al nuovo gruppo parlamentare di maggioranza "Scelta Civica-ALA per la Costituente Liberale e Popolare-MAIE", nato dall'unione di Alleanza Liberalpopolare-Autonomie, Scelta Civica di Enrico Zanetti ed il MAIE.

## Procedimenti giudiziari
È stato indagato per dissipazione post-fallimentare sulla bancarotta della Cit, ma prosciolto in istruttoria dallo stesso PM.
Il 27 settembre 2021 viene condannato in primo grado con rito abbreviato per traffico di influenze.
Assolto con sentenza passata in giudicato con formula piena perché il fatto non sussiste.